# Mall Boyz
Mall Boyz（モールボーイズ）は日本のヒップホップグループ。

## 来歴
Tohjiが武蔵野美術大学に在学中、「ヤサ(活動拠点としていた場所)」でgummyboyと出会う。好きな音楽が一致したことで意気投合し、グループを結成。
SoundCloudでの活動を通してsteiとの交流が始まる。
SahashiはTohjiの友人で、Mall BoyzのファーストEPとなる『Mall Tape』のジャケットや、gummyboyのEP『Ultimate Nerd Gang』のジャケットを制作した。Yaona Suiは2021年リリース『POOL SIDE』のアートワークを担当。

## グループ名
メンバーの出身地がバラバラであり、決まったhoodを持たないため、「小さい頃ショッピングモールで過ごした体験って、外国人も含めてオレらの世代は普通にみんな共有してる」という理由からMall Boyzに決定したという。

## ディスコグラフィ

### ミニアルバム
- 『Mall Tape』(２０１８)
- 『Mall Tape 2』(２０２３)

### シングル
- 『Empire 2000[NEO PARAPARA mix]‼︎パラパラ‼︎』(2019)
- 『POOL SIDE』(2021)
- 『mango run』(２０２３)
- 『My Life』(２０２３)

## 活動
- 『4XL Tour』京都／広島／仙台／沖縄／北海道／茨城、計6箇所を巡る全国ツアー
- 『6 pac』Eastern Marginsとのコラボレーションパーティー
- 『Tohji presents- Platina Ade』
- 『Tohji presents- HYDRO』
- 『YAGI DAY1- Mall Boyz×Levi's』